# Séricourt
Séricourt település Franciaországban, Pas-de-Calais megyében. Lakosainak száma 46 fő (2022. január 1.). Séricourt Sibiville, Frévent, Bouret-sur-Canche, Nuncq-Hautecôte és Rebreuve-sur-Canche községekkel határos.

## Népesség
A település népessége az elmúlt években az alábbi módon változott:
| Lakosok száma | 60   | 58   | 62   | 69   | 68   | 41   | 60   | 54   | 54   | 46   |
|               | 1793 | 1836 | 1866 | 1891 | 1921 | 1962 | 1999 | 2010 | 2017 | 2022 |